# Radoslav Batak
Radoslav Batak est un footballeur international monténégrin né le 15 août 1977 à Novi Sad.

## Sélections
- 25 sélections et 1 but avec le  Monténégro